# Eleocharis compressa
Eleocharis compressa là loài thực vật có hoa trong họ Cói. Loài này được Sull. mô tả khoa học đầu tiên năm 1842.

## Hình ảnh

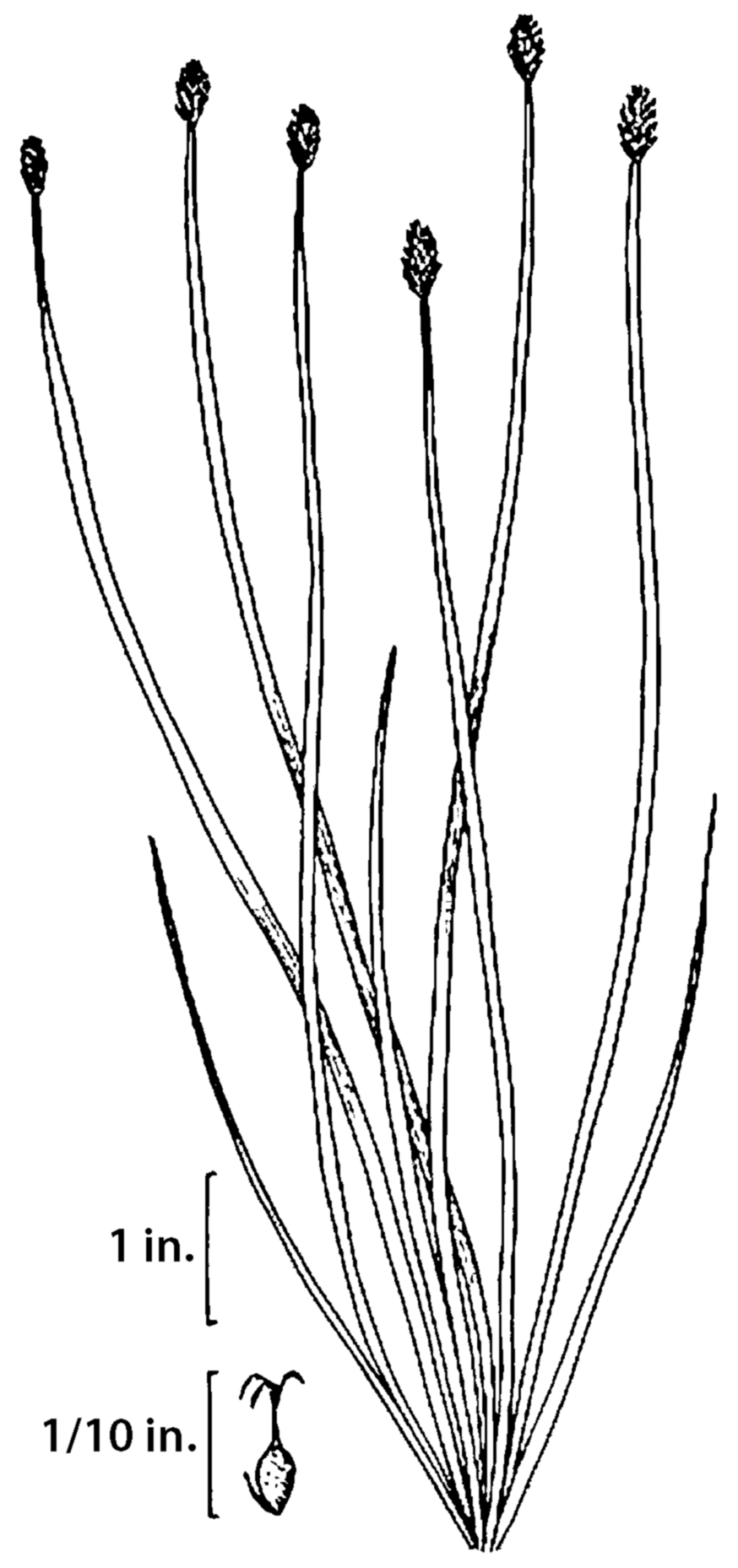